# Downtown Core

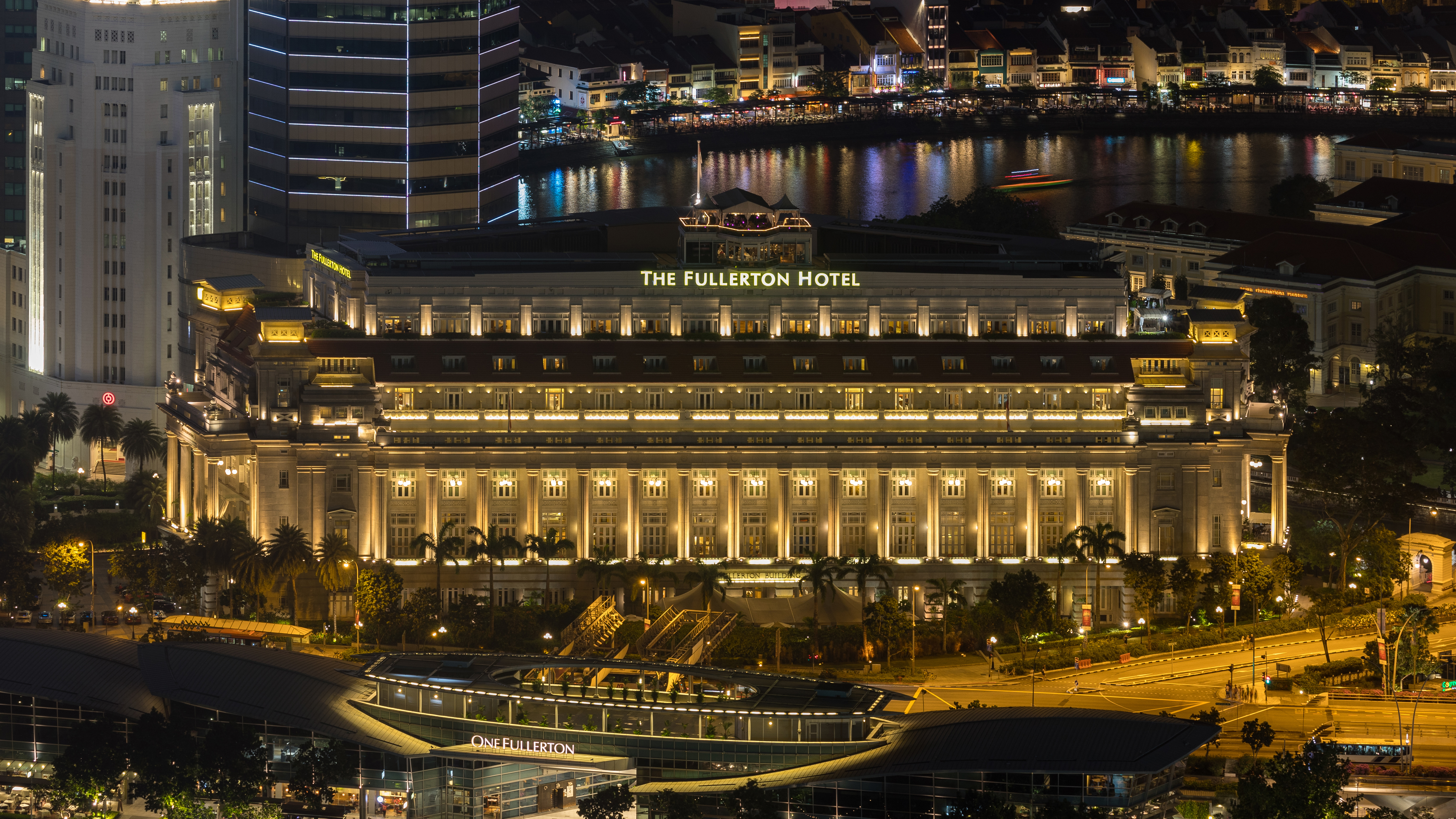
L'hôtel Fullerton, à Downtown Core. Juin 2018.

Le Downtown Core (en chinois simplifié : 新加坡市中心), aussi connu comme le  Central Business District, est une zone de développement urbain de 266 hectares, située à l'embouchure de la rivière Singapour, à Singapour. Elle est incluse dans la Central Area (en) de Singapour dans l'île principale de la cité-État : Pulau Ujong.

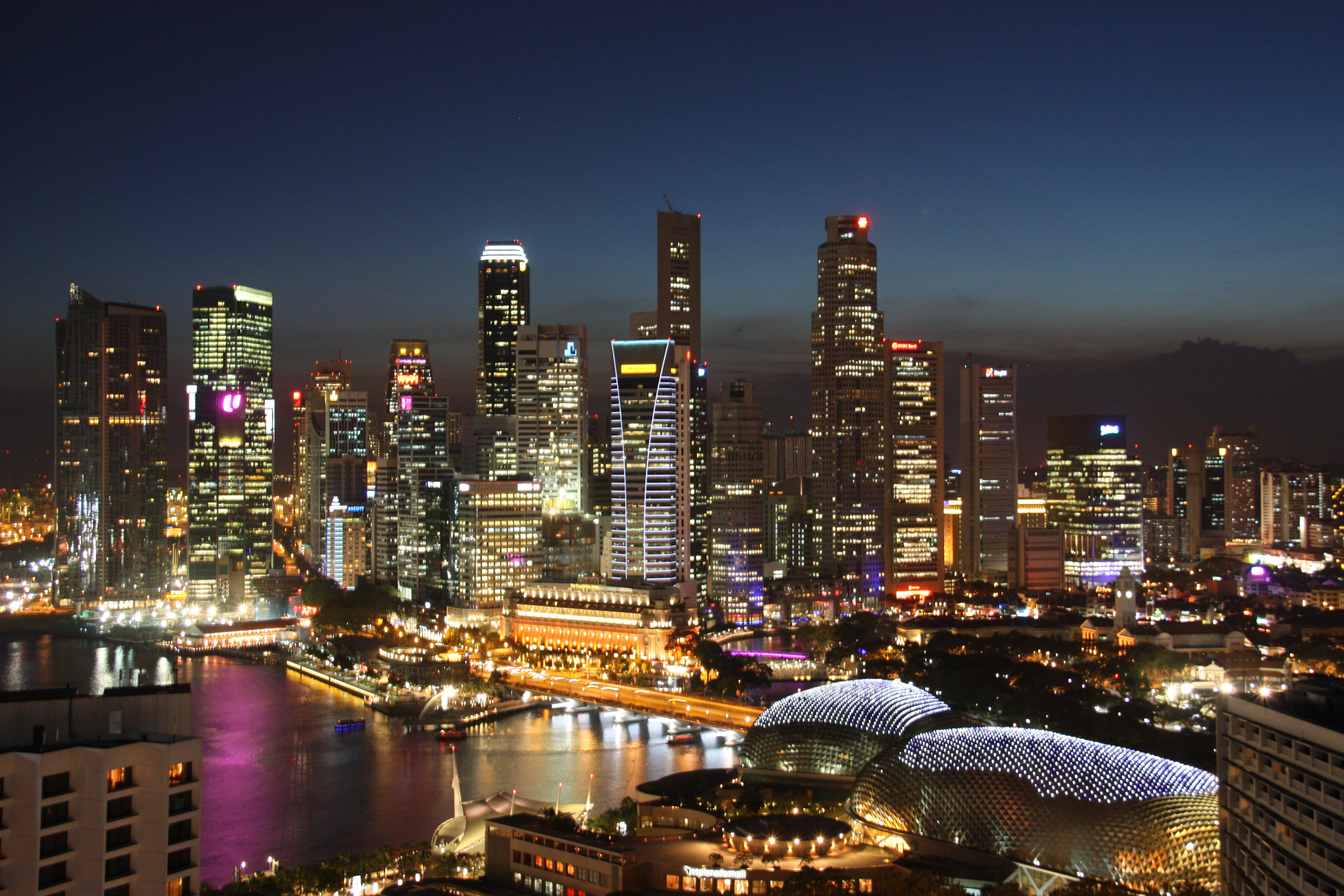
Panorama de Downtown Core, 2009.

Il s'agit du cœur économique du pays et de l'une des zones les plus densément peuplées. Zone recouverte de gratte-ciel, elle est le lieu d'implantation de nombreux sièges d'entreprises et de bâtiments administratifs nationaux : bâtiment (en) du Parlement, de la Cour suprême et aussi Mairie de Singapour (en).

## Histoire
Historiquement, la ville s'est développée autour de l'embouchure de la rivière Singapour où se situait le vieux port. La zone aujourd'hui nommée Downtown Core (« cœur du centre-ville » en anglais) devient progressivement le centre financier, administratif et commercial de la ville. En 1823, Singapour est  réorganisée par Sir Stamford Raffles selon le Plan Jackson (en), qui organise les quartiers en spécialités une zone commerciale ou Commercial Square (renommé depuis Raffles Place) et la Ville européenne ainsi que diverses autres entités commerciales et administratives qui se trouvent entre les deux. Cette zone devient plus tard le Downtown Core.